# Synaptura villosa
Synaptura villosa és un peix teleosti de la família dels soleids i de l'ordre dels pleuronectiformes.

## Distribució geogràfica
Es troba a les costes centrals del sud de Nova Guinea.